# Naturpark Papuk
Der Naturpark Papuk ist ein seit dem 23. April 1999 geschütztes Gebiet in Kroatien. Es befindet sich im gleichnamigen Gebirgszug Papuk und wurde zur Bewahrung der für Zentral-Slawonien charakteristischen stillen und lebenden Natur errichtet. Die Betonung wird dabei auf ästhetische, ökologische, kulturelle und touristische Werte, sowie Bildung und Erholung gelegt. Der Naturpark soll in erster Linie dazu dienen, die Heterogenität der Natur zu bewahren und sie näher zu erforschen. Die Verantwortlichen des Naturparks Papuk widmen sich dem effizienteren Schutz von seltenen und gefährdeten Arten.
Im Jahr 2007 wurde der Geopark Papuk von der UNESCO in die Assoziation der europäischen Geoparks inauguriert.